# Srpski Itebej
Srpski Itebej (cyr. Српски Итебеј) – wieś w Serbii, w Wojwodinie, w okręgu środkowobanackim, w gminie Žitište. W 2011 roku liczyła 1969 mieszkańców.